# Cantonul Coucouron
Cantonul Coucouron este un canton din arondismentul Largentière, departamentul Ardèche, regiunea Rhône-Alpes, Franța.

## Comune
- Coucouron (reședință)
- Issanlas
- Issarlès
- Le Lac-d'Issarlès
- Lachapelle-Graillouse
- Lanarce
- Lavillatte
- Lespéron